# Heriades rowlandi
Heriades rowlandi là một loài Hymenoptera trong họ Megachilidae. Loài này được Cockerell mô tả khoa học năm 1947.